# Luis Berwart
Luis Antonio Berwart Araya (n. Santiago, 16 de abril de 1971) es un ingeniero, político chileno, que se desempeñó como alcalde de la ciudad de San Fernando entre los años 2012 y 2021, durante dos periodos consecutivos.

## Biografía
Es ingeniero en administración de empresas de la Universidad de Los Lagos. Está casado con Marybel Villa, con quien tuvo un hijo llamado Ignacio Antonio.

### Carrera política
Fue elegido alcalde de la Municipalidad de San Fernando en las elecciones municipales de 2012 y reelecto en los comicios del 2016.

## Historia electoral

### Elecciones municipales de 2012
- Elecciones municipales de 2012, para San Fernando[2]

| Candidato                   | Pacto                    | Partido | Votos | %      | Resultado |
| --------------------------- | ------------------------ | ------- | ----- | ------ | --------- |
| Héctor Pérez Bahamondes     | El Cambio por Ti         | ILC     | 638   | 2.49%  |           |
| Juan Paulo Molina Contreras | Concertación Democrática | PDC     | 7.803 | 30.46% |           |
| Gustavo Valderrama Calvo    | Coalición                | UDI     | 7.607 | 29.69% |           |
| Luis Berwart Araya          | Independiente            | Ind.    | 9.086 | 35.47% | Alcalde   |
| Justino Vásquez González    | Independiente            | Ind.    | 484   | 1.89%  |           |

### Elecciones municipales de 2016
- Elecciones municipales de 2016, para San Fernando[3]

| Candidato                   | Pacto                        | Partido | Votos | %      | Resultado |
| --------------------------- | ---------------------------- | ------- | ----- | ------ | --------- |
| Mario González Maturana     | Poder Ecologista y Ciudadano | ILC     | 5.492 | 23.02% |           |
| Pablo Silva Pérez           | Chile Vamos                  | RN      | 8.217 | 34.44% |           |
| Washington Polidori Venegas | Yo Marco por el Cambio       | PRO     | 647   | 2.71%  |           |
| Doris Ramírez Arriagada     | Independiente                | Ind.    | 1.110 | 4.65%  |           |
| Luis Berwart Araya          | Independiente                | Ind.    | 8.393 | 35.18% | Alcalde   |

### Elecciones municipales de 2021
- Elecciones municipales de 2021, para San Fernando[4]

| Candidato                   | Pacto                         | Partido                     | Votos | %                  | Resultado          |
| --------------------------- | ----------------------------- | --------------------------- | ----- | ------------------ | ------------------ |
| Alejandro Riquelme Calvo    | Chile Vamos                   | UDI                         | 5016  | 17,79%             |                    |
| Gabriel Rojas Oyarce        | Chile Digno, Verde y Soberano | PCCh                        | 1243  | 4,41%              |                    |
| Luis Manuel Orellana Rojas  | Unidad por el Apruebo         | PR                          | 3807  | 13,50%             |                    |
| Pablo Silva Pérez           | Independiente                 | Ind.                        | 8322  | 29,52%             | Alcalde            |
| Pablo Orellana Rivas        | Independiente                 | Ind.                        | 2092  | 7,42%              |                    |
| Luis Berwart Araya          | Independiente                 | Ind.                        | 2084  | 7,39%              |                    |
| Cristián Silva Rosales      | Independiente                 | Ind.                        | 2118  | 7,51%              |                    |
| Ximena Flores Peñaloza      | Independiente                 | Ind.                        | 3326  | 11,80%             |                    |
| Fiorina González González   | Independiente                 | Ind.                        | 187   | 0,66%              |                    |
| Votos válidos               | Votos válidos                 | Votos válidos               | 28185 | 98,57%             | 98,57%             |
| Votos nulos                 | Votos nulos                   | Votos nulos                 | 233   | 0,81%              | 0,81%              |
| Votos en blanco             | Votos en blanco               | Votos en blanco             | 177   | 0,62%              | 0,62%              |
| Total de sufragios emitidos | Total de sufragios emitidos   | Total de sufragios emitidos | 28595 | 100%               | 100%               |
| Total de inscritos          | Total de inscritos            | Total de inscritos          | 62689 | Abstención: 54,64% | Abstención: 54,64% |